# Atletica leggera ai XVII Giochi asiatici
Le gare di atletica leggera ai XVII Giochi asiatici si sono svolte dal 27 settembre al 3 ottobre 2014 presso l'Incheon Asiad Main Stadium di Incheon, in Corea del Sud.
Si sono disputate 47 competizioni in altrettante specialità dell'atletica leggera (24 al maschile e 23 al femminile). Hanno partecipato all'evento 648 atleti provenienti da 47 Paesi.

## Specialità

### Uomini
| Specialità | Oro                                                             | Prestazione | Argento                                                            | Prestazione | Bronzo | Prestazione |
| Corse piane |                                                                 |             |                                                                    |             | |             |
| 100 metri (dettagli) | Femi Ogunode                                                    | 9"93        | Su Bingtian                                                        | 10"10       | Kei Takase                                                                                                  | 10"15       |
| 200 metri (dettagli) | Femi Ogunode                                                    | 20"14       | Fahhad Mohammed Al-Subaie                                          | 20"74       | Yeo Ho-suah                                                                                                 | 20"82       |
| 400 metri (dettagli) | Yousef Ahmed Masrahi                                            | 44"66       | Abubakar Abbas                                                     | 45"62       | Arokia Rajiv                                                                                                | 45"92       |
| 800 metri (dettagli) | Adnan Almntfage                                                 | 1'47"48     | Teng Haining                                                       | 1'47"81     | Jamal Hairane                                                                                               | 1'48"25     |
| 1500 metri (dettagli) | Mohamad Al-Garni                                                | 3'40"23     | Rashid Ramzi                                                       | 3'40"95     | Adnan Almntfage                                                                                             | 3'42"90     |
| 5000 metri (dettagli) | Mohamad Al-Garni                                                | 13'26"13    | Alemu Bekele Gebre                                                 | 13'27"98    | Albert Kibichii Rop                                                                                         | 13'28"08    |
| 10 000 metri (dettagli) | El Hassan El-Abbassi                                            | 28'11"20    | Suguru Osako                                                       | 28'11"94    | Isaac Korir                                                                                                 | 28'45"65    |
| Corse a ostacoli |                                                                 |             |                                                                    |             | |             |
| 110 metri ostacoli (dettagli) | Xie Wenjun                                                      | 13"36       | Kim Byung-jun                                                      | 13"43       | Jamras Rittidet                                                                                             | 13"61       |
| 400 metri ostacoli (dettagli) | Abbas Ali Khamis                                                | 49"71       | Takayuki Kishimoto                                                 | 49"81       | Cheng Wen                                                                                                   | 50"29       |
| 3000 metri siepi (dettagli) | Abubaker Ali Kamal                                              | 8'28"72     | Tareq Mubarak Taher                                                | 8'39"62     | Naveen Kumar                                                                                                | 8'40"39     |
| Prove su strada |                                                                 |             |                                                                    |             | |             |
| Maratona (dettagli) | Ali Hasan Mahboob                                               | 2h12'38"    | Kohei Matsumura                                                    | 2h12'39"    | Yuki Kawauchi                                                                                               | 2h12'42"    |
| Marcia 20 km (dettagli) | Wang Zhen                                                       | 1h19'45"    | Yūsuke Suzuki                                                      | 1h20'44"    | Kim Hyun-sub                                                                                                | 1h21'37"    |
| Marcia 50 km (dettagli) | Takayuki Tanii                                                  | 3h40'19"    | Park Chil-sung                                                     | 3h49'15"    | Wang Zhendong                                                                                               | 3h50'52"    |
| Salti |                                                                 |             |                                                                    |             | |             |
| Salto in alto (dettagli) | Mutaz Essa Barshim                                              | 2,35 m      | Zhang Guowei                                                       | 2,33 m      | Muamer Aissa Barshim                                                                                        | 2,25 m      |
| Salto con l'asta (dettagli) | Xue Changrui                                                    | 5,55 m      | Daichi Sawano                                                      | 5,55 m      | Jin Min-sub                                                                                                 | 5,45 m      |
| Salto in lungo (dettagli) | Li Jinzhe                                                       | 8,01 m      | Kim Deok-hyeon                                                     | 7,90 m      | Gao Xinglong                                                                                                | 7,86 m      |
| Salto triplo (dettagli) | Cao Shuo                                                        | 17,30 m     | Dong Bin                                                           | 16,95 m     | Kim Deok-hyeon                                                                                              | 16,93 m     |
| Lanci |                                                                 |             |                                                                    |             | |             |
| Getto del peso (dettagli) | Sultan Al-Hebshi                                                | 19,99 m     | Chang Ming-Huang                                                   | 19,97 m     | Inderjeet Singh                                                                                             | 19,63 m     |
| Lancio del disco (dettagli) | Ehsan Haddadi                                                   | 65,11 m     | Vikas Gowda                                                        | 62,58 m     | Ahmed Mohamed Dheeb                                                                                         | 61,25 m     |
| Lancio del martello (dettagli) | Dilshod Nazarov                                                 | 76,82 m     | Wang Shizhu                                                        | 73,65 m     | Wan Yong | 73,43 m     |
| Lancio del giavellotto (dettagli) | Zhao Qinggang                                                   | 89,15 m     | Ryohei Arai                                                        | 84,82 m     | Ivan Zaytsev                                                                                                | 83,68 m     |
| Staffette |                                                                 |             |                                                                    |             | |             |
| Staffetta 4×100 metri (dettagli) | Cina Chen Shiwei Xie Zhenye Su Bingtian Zhang Peimeng           | 37"99       | Giappone Ryota Yamagata Shōta Iizuka Shinji Takahira Kei Takase    | 38"49       | Hong Kong Tang Yik Chun So Chun Hong Ng Ka Fung Tsui Chi Ho                                                 | 38"98       |
| Staffetta 4×400 metri (dettagli) | Giappone Yuzo Kanemaru Kenji Fujimitsu Shōta Iizuka Nobuya Kato | 3'01"88     | Corea del Sud Park Se-jung Park Bong-go Seong Hyeok-je Yeo Ho-suah | 3'04"03     | Arabia Saudita Ismaeel Mohammed Al-Subiani Ahmed Yahya Al-Khayri Mohammed Ali Al-Bishi Yousef Ahmed Masrahi | 3'04"03     |
| Prove multiple |                                                                 |             |                                                                    |             | |             |
| Decathlon (dettagli) | Keisuke Ushiro                                                  | 8088 p.     | Leonid Andreev                                                     | 7879 p.     | Akihiko Nakamura                                                                                            | 7828 p.     |
| record mondiale; record mondiale stagionale; record asiatico; record dei Giochi; record nazionale; record personale; record personale stagionale. |                                                                 |             |                                                                    |             | |             |

### Donne
| Specialità | Oro                                                                   | Prestazione | Argento                                                                                | Prestazione | Bronzo                                                             | Prestazione |
| Corse piane |                                                                       |             |                                                                                        |             |                                                                    |             |
| 100 metri (dettagli) | Wei Yongli                                                            | 11"48       | Chisato Fukushima                                                                      | 11"49       | Olga Safronova                                                     | 11"50       |
| 200 metri (dettagli) | Olga Safronova                                                        | 23"02       | Wei Yongli                                                                             | 23"27       | Chisato Fukushima                                                  | 23"45       |
| 400 metri (dettagli) | Kemi Adekoya                                                          | 51"59       | Quách Thị Lan                                                                          | 52"06       | Machettira Raju Poovamma                                           | 52"36       |
| 800 metri (dettagli) | Margarita Matsko                                                      | 1'59"02     | Tintu Lukka                                                                            | 1'59"19     | Zhao Jing                                                          | 1'59"48     |
| 1500 metri (dettagli) | Maryam Yusuf Jamal                                                    | 4'09"90     | Mimi Belete                                                                            | 4'11"03     | Jaisha Veetil                                                      | 4'13"46     |
| 5000 metri (dettagli) | Maryam Yusuf Jamal                                                    | 14'59"69    | Mimi Belete                                                                            | 15'00"87    | Ding Changqin                                                      | 15'12"51    |
| 10 000 metri (dettagli) | Alia Saeed Mohammed                                                   | 31'51"86    | Ding Changqin                                                                          | 31'53"09    | Ayumi Hagiwara                                                     | 31'55"67    |
| Corse a ostacoli |                                                                       |             |                                                                                        |             |                                                                    |             |
| 100 metri ostacoli (dettagli) | Wu Shuijiao                                                           | 12"72       | Sun Yawei                                                                              | 13"05       | Ayako Kimura                                                       | 13"25       |
| 400 metri ostacoli (dettagli) | Kemi Adekoya                                                          | 55"77       | Satomi Kubokura                                                                        | 56"21       | Xiao Xia                                                           | 56"59       |
| 3000 metri siepi (dettagli) | Ruth Jebet                                                            | 9'31"36     | Li Zhenzhu                                                                             | 9'35"23     | Lalita Babar                                                       | 9'35"37     |
| Prove su strada |                                                                       |             |                                                                                        |             |                                                                    |             |
| Maratona (dettagli) | Eunice Jepkirui Kirwa                                                 | 2h25'37"    | Ryoko Kizaki                                                                           | 2h25'50"    | Lishan Dula                                                        | 2h33'13"    |
| Marcia 20 km (dettagli) | Lü Xiuzhi                                                             | 1h31'06"    | Khushbir Kaur                                                                          | 1h33'07"    | Jeon Yeong-eun                                                     | 1h33'18"    |
| Salti |                                                                       |             |                                                                                        |             |                                                                    |             |
| Salto in alto (dettagli) | Svetlana Radzivil                                                     | 1,94 m      | Zheng Xingjuan                                                                         | 1,92 m      | Nadiya Dusanova                                                    | 1,89 m      |
| Salto con l'asta (dettagli) | Li Ling                                                               | 4,35 m =    | Tomomi Abiko                                                                           | 4,25 m      | Lim Eun-ji                                                         | 4,15 m      |
| Salto in lungo (dettagli) | Maria Natalia Londa                                                   | 6,55 m      | Bùi Thị Thu Thảo                                                                       | 6,44 m      | Jiang Yanfei                                                       | 6,34 m      |
| Salto triplo (dettagli) | Olga Rypakova                                                         | 14,32 m     | Aleksandra Kotlyarova                                                                  | 14,05 m     | Irina Ektova                                                       | 13,77 m     |
| Lanci |                                                                       |             |                                                                                        |             |                                                                    |             |
| Getto del peso (dettagli) | Gong Lijiao                                                           | 19,06 m     | Leyla Rajabi                                                                           | 17,80 m     | Guo Tianqian                                                       | 17,52 m     |
| Lancio del disco (dettagli) | Seema Punia                                                           | 61,03 m     | Lu Xiaoxin                                                                             | 59,35 m     | Tan Jian                                                           | 59,03 m     |
| Lancio del martello (dettagli) | Wang Zheng                                                            | 74,16 m     | Manju Bala                                                                             | 60,47 m     | Masumi Aya                                                         | 59,84 m     |
| Lancio del giavellotto (dettagli) | Zhang Li                                                              | 65,47 m     | Li Lingwei                                                                             | 61,43 m     | Annu Rani                                                          | 59,53 m     |
| Staffette |                                                                       |             |                                                                                        |             |                                                                    |             |
| Staffetta 4×100 metri (dettagli) | Cina Tao Yujia Kong Lingwei Lin Huijun Wei Yongli                     | 42"83       | Kazakistan Svetlana Ivanchukova Viktoriya Zyabkina Anastassiya Tulapina Olga Safronova | 43"90       | Giappone Anna Fujimori Kana Ichikawa Masumi Aoki Chisato Fukushima | 44"05       |
| Staffetta 4×400 metri (dettagli) | India Priyanka Pawar Tintu Luka Mandeep Kaur Machettira Raju Poovamma | 3'28"68     | Giappone Seika Aoyama Nanako Matsumoto Kana Ichikawa Asami Chiba                       | 3'30"80     | Cina Li Manyuan Wang Huan Chen Jingwen Cheng Chong                 | 3'32"02     |
| Prove multiple |                                                                       |             |                                                                                        |             |                                                                    |             |
| Eptathlon (dettagli) | Ekaterina Voronina                                                    | 5912 p.     | Wang Qingling                                                                          | 5856 p.     | Yuliya Tarasova                                                    | 5482 p.     |
| record mondiale; record mondiale stagionale; record asiatico; record dei Giochi; record nazionale; record personale; record personale stagionale. |                                                                       |             |                                                                                        |             |                                                                    |             |

## Medagliere
| Posizione | Paese               |    |    |    | Totale |
| --------- | ------------------- | -- | -- | -- | ------ |
| 1         | Cina                | 15 | 13 | 11 | 39     |
| 2         | Bahrein             | 9  | 6  | 1  | 15     |
| 3         | Qatar               | 6  | 0  | 3  | 9      |
| 4         | Giappone            | 3  | 12 | 8  | 23     |
| 5         | Kazakistan          | 3  | 1  | 2  | 6      |
| 6         | India               | 2  | 3  | 8  | 13     |
| 7         | Uzbekistan          | 2  | 0  | 3  | 5      |
| 8         | Arabia Saudita      | 2  | 1  | 1  | 4      |
| 9         | Iran                | 1  | 1  | 0  | 2      |
| 10        | Iraq                | 1  | 0  | 1  | 2      |
| 11        | Indonesia           | 1  | 0  | 0  | 1      |
| 11        | Tagikistan          | 1  | 0  | 0  | 1      |
| 11        | Emirati Arabi Uniti | 1  | 0  | 0  | 1      |
| 14        | Corea del Sud       | 0  | 4  | 6  | 10     |
| 15        | Vietnam             | 0  | 2  | 0  | 2      |
| 16        | Taipei cinese       | 0  | 1  | 0  | 1      |
| 17        | Hong Kong           | 0  | 0  | 1  | 1      |
| 17        | Thailandia          | 0  | 0  | 1  | 1      |
| Totale    | Totale              | 47 | 47 | 47 | 141    |